# Danza teatro

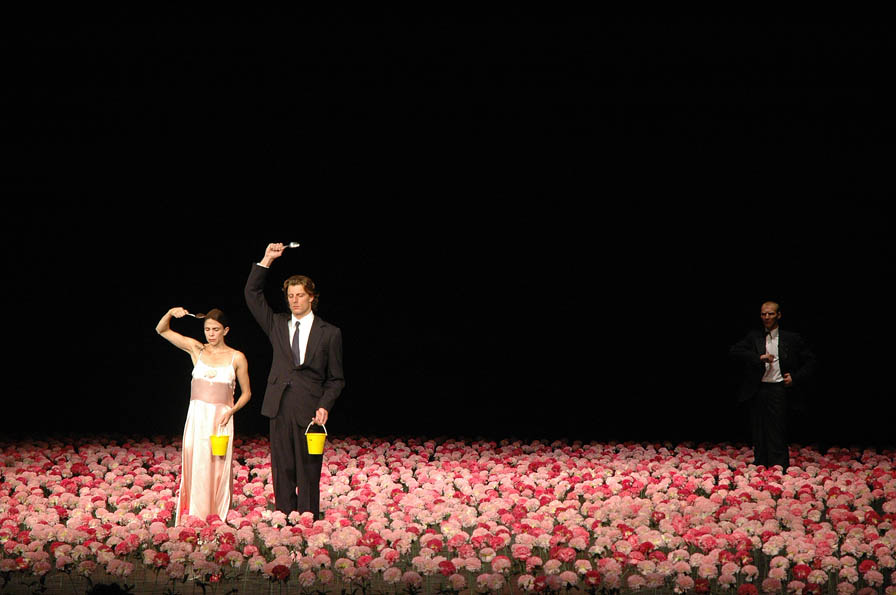
Espectáculo de la compañía de danza Tanztheater de Pina Bausch.

La danza teatro corresponde a la danza que emplea elementos expresivos del teatro. La danza teatro comenzó a ser difundida más ampliamente por la compañía alemana Tanztheater de Pina Bausch, la que sirvió de inspiración para el desarrollo del teatro físico contemporáneo.

## Historia
El término puede ser hallado ya en obras o artículos de miembros del expresionismo alemán de los años 1920 que deseaban distanciarse de las tradiciones del ballet clásico. Por primera vez fue utilizado por el que puede ser considerado el teórico más importante de la danza expresionista, Rudolf von Laban.[cita requerida]

### Pina Bausch y el Tanztheater
Pina Bausch fue la primera coreógrafa que dio una forma completa y madura a la danza teatro. Con atención a los orígenes expresionistas. No se trata de una danza de improvisación, si bien las coreografías son creadas por Bausch a partir de improvisaciones de movimientos emocionales (Bewegungen) de sus intérpretes durante las clases.
La danza teatro de Pina Bausch está llena de repeticiones y obsesiones escénicas, que tocan sujetos diferentes de la filosofía, el psicoanálisis y la religión.

## Otras formas de danza teatro
Mientras en Europa y luego en Latinoamérica el neoexpresionismo encarnado por la danza teatro implica una vuelta al humanismo, presentándose como un compromiso, no una forma de entretenimiento ni una exhibición técnica, en Norte América la danza teatro privilegió a partir de los años sesenta el alarde técnico de los intérpretes a los barroquismos afectivos. El connotado coreógrafo Alwin Nikolais es el primer creador que genera la danza-teatro en Estados Unidos, influenciado por Mary Wigmann y Hanya Holm que venían del movimiento expresionista alemán.
Sin embargo la danza teatro no puede ser identificada como una expresión del posmodernismo. En la danza teatro lo importante es el contenido humano, social, histórico y filosófico reunidos en la dramaturgia personal del coreógrafo, su visión del mundo. Frente a la consigna motion/not emotion, Pina Bausch sostiene que no le interesa saber cómo se mueve la gente sino qué los mueve. 
El acento está puesto en lo visual, lo puramente cinético, lo novedoso y el intérprete queda desprovisto de rostro.